# Torneo de Mallorca 2024
El Mallorca Championships 2024 fue un torneo de tenis en césped al aire libre que se jugó en Santa Ponsa, Mallorca (España) del 23 hasta el 29 de junio de 2024.

## Distribución de puntos
| Modalidad            | Campeón | Finalista | Semifinales | Cuartos de final | 2ª ronda | 1ª ronda | Clasificados | 2ª ronda de clasificación | 1ª ronda de clasificación |
| Individual masculino | 250     | 165       | 100         | 50               | 25       | 0        | 13           | 7                         | 0                         |
| Dobles masculino     | 250     | 150       | 90          | 45               | 20       | 0        | -            | -                         | -                         |

## Cabezas de serie

### Individuales masculino
| Tenista             | Ranking | Preclasificado |
| Ben Shelton         | 14      | 1              |
| Ugo Humbert         | 16      | 2              |
| Adrian Mannarino    | 21      | 3              |
| Alejandro Tabilo    | 24      | 4              |
| Luciano Darderi     | 34      | 5              |
| Gaël Monfils        | 38      | 6              |
| Jordan Thompson     | 43      | 7              |
| Christopher Eubanks | 44      | 8              |

- Ranking del 17 de junio de 2024.[2]

### Dobles masculino
| Tenista                           | Ranking | Preclasificado |
| Nathaniel Lammons Jackson Withrow | 44      | 1              |
| Sander Gillé Joran Vliegen        | 58      | 2              |
| Sadio Doumbia Fabien Reboul       | 67      | 3              |
| Robin Haase Andrés Molteni        | 72      | 4              |

## Campeones

### Individual masculino
Alejandro Tabilo venció a  Sebastian Ofner por 6-3, 6-4

### Dobles masculino
Julian Cash /  Robert Galloway vencieron a  Diego Hidalgo /  Alejandro Tabilo por 6-4, 6-4